# Kidwelly Castle
Kidwelly Castle (walisisch Castell Cydweli) ist eine Burgruine in Carmarthenshire in Wales. Die als Kulturdenkmal der Kategorie Grade I klassifizierte und als Scheduled Monument geschützte Ruine gilt als eine der besten erhaltenen mittelalterlichen Burgen von Wales.

## Lage
Die Ruine liegt am Rand der Stadt Kidwelly auf einem Höhenzug, der nach Osten steil zum River Gwendraeth abfällt. Der Fluss mündet kurz hinter der Burg in die Carmarthen Bay und ist bis zur Burg mit Booten befahrbar, so dass die Burg im Falle einer Belagerung über den Fluss mit Nachschub versorgt werden konnte.

## Geschichte

### Umkämpfte Grenzburg im 12. und 13. Jahrhundert
Nach der Ermordung des Walisers Hywel ap Goronwy ernannte der englische König Heinrich I. 1106 seinen Lordkanzler und Vertrauten Roger von Salisbury zum Herrn des walisischen Cantrefs Cydweli. Roger begann kurz darauf zur Sicherung seiner Herrschaft mit dem Bau eines Ringwalls an der Stelle der heutigen Burg, vor 1114 gründete er dazu unweit der Burg eine Priorei. Südlich der Burg entstand vor 1115 eine Siedlung, deren Bewohner aus der Normandie und England stammten, aber auch aus Flandern.
Die Burg war im Besitz Bischof Rogers, als während eines walisischen Aufstands 1136 unweit der Burg ein Gefecht zwischen einer walisischen Streitmacht unter der Ehefrau des Fürsten von Deheubarth, Gwenllian und einer anglonormannischen Streitmacht unter Maurice de Londres von Ogmore Castle stattfand. Dabei wurden die Waliser vernichtend geschlagen, Gwenlillian fiel oder wurde nach der Schlacht hingerichtet. 1139 verlor Bischof Roger die Gunst des neuen Königs Stephan von Blois, spätestens zu diesem Zeitpunkt fiel Kidwelly an Maurice de Londres. Vermutlich um 1159 eroberte Rhys ap Gruffydd, Fürst von Deheubarth und Sohn der 1136 getöteten Gwenllian, mehrere anglonormannische Burgen in Südwestwales, darunter Kidwelly. 1190 ließ er Bauarbeiten in der Burg vornehmen, vermutlich ließ er die bisherige hölzerne Befestigung durch eine steinerne Ringmauer ersetzen. Nach dem Tod von Rhys ap Gruffydd 1197 begannen zwischen seinen Söhnen Nachfolgekriege, während deren spätestens 1201 die Burg wieder in der Hand der Anglonormannen war. Maredudd, ein Sohn von Rhys ap Gruffydd, wurde 1201 von Gefolgsleuten von William de Londres unweit der Burg getötet. 1215 führte Llywelyn ap Iorwerth, der Fürst von Gwynedd, zusammen mit Rhys Gryg, einem Sohn von Rhys ap Gruffydd, einen verheerenden Feldzug gegen die Anglonormannen in Südwales, bei dem auch Kidwelly Castle von Rhys Gryg erobert wurde. 1220 musste Rhys Gryg die Burg jedoch auf Druck von Llywelyn ap Iorwerth wieder an Hawise de Londres, der Erbin der Besitzungen der Familie Londres übergeben. 1231 wurde die Burg bei einem Feldzug erneut von Llywelyn ap Iorwerth erobert oder zumindest schwer beschädigt. 1243 musste Maredudd ap Rhys, ein Sohn von Rhys Gryg, die Herrschaft Kidwelly wieder an Hawise de Londres und ihren Ehemann Patrick de Chaworth übergeben. Die Burg widerstand im Gegensatz zu den benachbarten Burgen Llansteffan und Laugharne Castle der Belagerung durch die Waliser nach der vernichtenden Niederlage der Engländer in der Schlacht von Cymerau, doch Patrick de Chaworth fiel kurz darauf in einer Schlacht bei Cardigan im Kampf gegen die Waliser.

### Ausbau zur steinernen Festung
Unter den Söhnen von Hawise de Londres und Patrick de Chaworth, Payn und Patrick de Chaworth, wurde die Burg weiter ausgebaut. Payn hatte an dem Kreuzzug des Prinzen Eduard nach Palästina. Vermutlich durch die dortigen Kreuzfahrerburgen angeregt, begann er vermutlich 1275 mit dem Bau der inneren Ringmauer. Sein Bruder Patrick setzte nach dem Tod seines Bruders 1279 den Ausbau der Befestigungen fort, unter ihm wurde vermutlich die äußere Ringmauer verstärkt. Durch diesen Ausbau wurde Kidwelly nach den neuen Burgen König Eduards I. in Nordwales und Caerphilly Castle in Südostwales eine der stärksten englischen Burgen in Wales. 1284 verweilte Eduard I. auf seiner Rundreise durch Wales mehrere Tage lang in der Burg. Nach dem Tod von Patrick de Chaworth 1289 setzte der König für Patricks erst einjährige Tochter Maud William de Valence als Verwalter ein. William de Valence hatte bereits die Burgen von Pembroke und Goodrich Castle in Herefordshire ausbauen lassen, vermutlich setzte er auch den Ausbau von Kidwelly fort, wahrscheinlich begann er mit dem Bau des Palas und der Kapelle an der Ostseite. Nach Williams Tod 1296 fiel die Burg wieder an Maud de Chaworth, die 1291 den Neffen des Königs, Henry of Lancaster geheiratet hatte.

### Verwaltungssitz der Dukes of Lancaster
Henry of Lancaster ließ die Burg weiter ausbauen, doch unter ihm und seinen Nachkommen diente die Burg nicht mehr als Residenz, sondern nur noch als lokales Verwaltungszentrum der ausgedehnten Besitzungen der Lancasters. Vermutlich begann John of Gaunt um 1388 mit dem Neubau des Haupttores. Nach dem Tod von John of Gaunt 1399 vergab König Richard II. die Burg an seinen Halbbruder John Holland. Im Mai 1399 verbrachte der König eine Nacht in der Burg, als er auf dem Weg zu einem Feldzug nach Irland war. Doch während der König in Irland war, landete der verbannte Henry Bolingbroke, der Sohn von John of Gaunt, in England und bemächtigte sich des Throns. Als Teil des Duchy of Lancaster fiel die Burg damit in den Privatbesitz der englischen Könige. Aufgrund der 1400 begonnenen Rebellion von Owain Glyndŵr gegen die englische Herrschaft in Wales wurden die Arbeiten am neuen Torhaus beschleunigt vorangetrieben. Im August 1403 belagerte eine Armee der Rebellen unter Henry Dwnn, einem ehemaligen Verwalter der Herrschaft Kidwelly die Burg. Während die Stadt Kidwelly erobert und zerstört wurde, widerstand die Burg der Belagerung, so dass die Rebellen vor Wintereinbruch die Belagerung aufhoben. Ein erneuter Angriff auf die Burg erfolgte im Sommer 1404, doch auch dieser Angriff schlug fehl. Nach dem Auslaufen der Revolte wurde das unvollendete Torhaus ab 1408 weitergebaut und schließlich 1422 vollendet.
1485 vergab König Heinrich VII. die Burg an Rhys ap Thomas, seinem Stellvertreter in Südwales. Vermutlich um diese Zeit entstanden mehrere neue Gebäude im äußeren Burghof, der dadurch seine Zwingerfunktion im Fall einer Belagerung einbüßte. Nachdem sein Enkel Rhys ap Gruffydd FitzUrien 1531 als Verräter hingerichtet wurde, fiel die Burg wieder an das Duchy of Lancaster. Im 16. Jahrhundert verlor die Burg ihre militärische Bedeutung und zunehmend auch ihre Funktion als Verwaltungszentrum. Obwohl sie noch 1609 als Gerichtsort diente, war sie zu diesem Zeitpunkt bereits verfallen.

### Die Ruine seit dem 17. Jahrhundert
1630 erwarb die Familie Vaughan aus Golden Grove bei Llandeilo die Burg. Während des englischen Bürgerkriegs spielte die Burg im Gegensatz zu vielen anderen walisischen Burgen keine Rolle. Nachdem Engländer wegen der Koalitionskriege nicht mehr Reisen nach Frankreich und Italien unternehmen konnten, wurde Wales und auch Kidwelly von Reisenden besucht. Vermutlich wegen der zunehmenden Besuche ließ John Vaughan zwischen 1793 und 1803 kleinere Sicherungsmaßnahmen in der Ruine durchführen. Unter den Besuchern war 1795 auch William Turner, der anhand seiner damaligen Skizzen 1835 ein Aquarell von der Burg anfertigte. Im 19. Jahrhundert erbten die Earls of Cawdor die Ruine, die um die Mitte des 19. Jahrhunderts weitere Sicherungsarbeiten an der äußeren Ringmauer durchführten. 1927 übergab der Earl of Cawdor die Ruine an das staatliche Office of Works. Heute wird die Ruine von Cadw verwaltet und ist ganzjährig zu besichtigen.

## Anlage

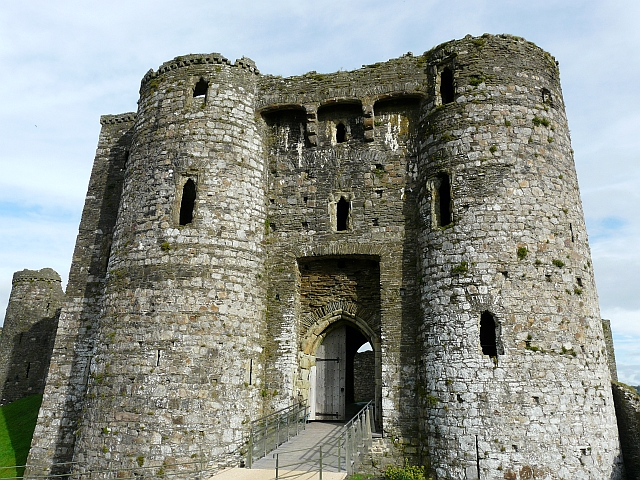
Das Torhaus von Süden

Die aus Bruchstein errichtete Burg besitzt einen D-förmigen Grundriss, wobei die gerade Seite die nach Osten steil zum Fluss hin abfallende Seite ist. Dieser Grundriss folgt noch dem ersten Erdwall des Ringwalls aus dem frühen 12. Jahrhundert. Die Anlage ist bis auf die Ostseite von einem spitzen V-förmigen Graben umgeben, im Südosten und im Westen grenzten die Befestigungen der mittelalterlichen Stadt an den Burggraben. Rechts vor dem südlichen Torhaus durchquert eine kurze Mauer den Burggraben, die vermutlich um 1450 erbaut wurde und der Rest eines Torzwingers ist. Im Norden befand sich ein weiterer, durch Wall und Graben gesicherter Vorhof.

### Torhaus
Den Hauptzugang zur Burg bildet das mächtige Torhaus im Süden der Anlage. Das unsymmetrische Torhaus wurde um 1388 begonnen und ersetzte die älteren Burgtore, von denen keine Überreste erhalten sind. Wegen der Belagerung während der Rebellion von Owain Glyndwr wurde der Weiterbau von 1403 bis 1408 eingestellt. Ab 1408 erfolgte der Weiterbau, wobei dabei die Baupläne geändert wurden und der Treppenturm, der das eigentliche Torhaus überragt, an der Nordwestseite der Hofseite angebaut wurde. Zusätzlich beschädigte zwischen 1408 und 1415 ein Brand das Gebäude, das schließlich gegen 1422 fertiggestellt wurde.
Die dreigeschossige Torburg ähnelt dem Burgtor von Carmarthen Castle und ist eine der letzten großen Torburgen, die im Mittelalter in England und Wales erbaut wurden. An der Außenseite besitzt das Torhaus zwei halbrunde Türme, zwischen denen die mit Zugbrücke und Maschikulis gesicherte gewölbte Tordurchfahrt liegt. Während die Außenseite sehr wehrhaft angelegt ist, besitzt die Hoffassade in den Obergeschossen große Fensteröffnungen und eine zum ersten Obergeschoss führende steinerne Außentreppe.
Im Erdgeschoss führen von der gewölbten Tordurchfahrt aus mehrere Türen in die beiderseits angrenzenden Räume sowie zu zwei Gewölben in den beiden Turmuntergeschossen, die vermutlich als Kerker dienten. Die Räume im Westturm dienten vermutlich als Quartier der Torwache und waren wohnlich mit Kaminen und Latrine ausgestattet. Im Ostturm befindet sich neben einer weiteren Wachstube ein Raum, in dessen Boden sich ein Angstloch befindet, das die Öffnung eines flaschenförmigen Kellerschachts bildet. Oft wird vermutet, dass dieser Schacht als finsterer, enger Kerker diente, doch vermutlich diente der Schacht als Tresor und der Raum im Erdgeschoss, der mit Latrine und Kamin ausgestattet war, als Büro des Zahlmeisters. Die beiden Obergeschosse des Torhauses enthielten zahlreiche Wohnräume, die vermutlich als Wohnung für den Constable der Burg dienten. Im ersten Obergeschoss befand sich neben dem Raum, der die Winde für die Zugbrücke enthielt, eine Küche und eine Wohnhalle. Die Räume in den Türmen enthielten Schlafkammern, die teilweise mit eigenen Kaminen und Latrinen ausgestattet waren. Im zweiten Obergeschoss befand sich über der Halle ein geräumiges Privatgemach, in den beiden Türmen befanden sich weitere Kammern. Insgesamt enthielt das mächtige Torhaus über 20 Räume. Um das teils mit Blei gedeckte Dach verlief ein Zinnenkranz.

### Äußerer Burghof

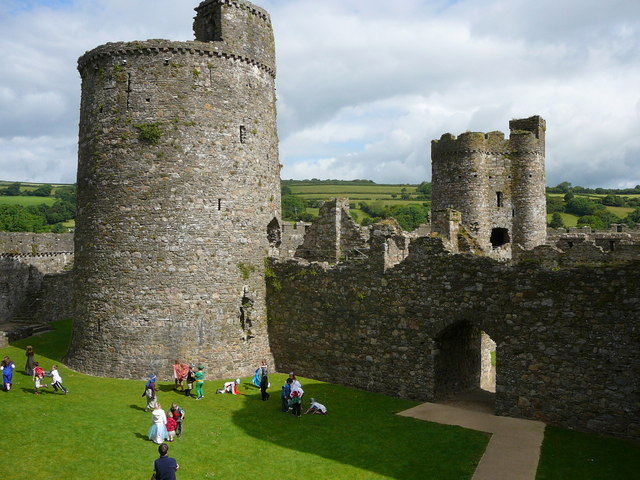
Das Tor zum inneren Burghof mit dem Südwestturm (links) und dem Nordwestturm

Von der Tordurchfahrt erreicht man den äußeren Burghof, der im Mittelalter einst als Zwinger diente. Auf der äußeren, westlichen Seite verläuft die mächtige Ringmauer, inmitten des äußeren Burghofs befindet sich die quadratische Kernburg, die direkt an der dem Fluss zugewandten Ostseite liegt. Die Ringmauer wurde in drei Bauphasen errichtet, die teilweise deutlich an der Innenseite der Mauer erkennbar sind. Der älteste, untere Mauerteil stammt aus dem späten 12. oder frühen 13. Jahrhundert. Gegen Ende des 13. Jahrhunderts wurde die Mauer beträchtlich ausgebaut und erhöht, und ihre endgültige, heute noch großteils erhaltene Höhe erhielt sie im frühen 14. Jahrhundert. Die äußere Ringmauer besaß an der Westseite drei im späten 13. Jahrhundert erbaute halbrunde Flankierungstürme, von denen der mittlere eingestürzt ist. An der Nordseite der Burg befand sich ein weiteres, kleineres Torhaus. Das Torhaus besaß wie das große Torhaus im Süden zwei halbrunde Türme und war ebenfalls mit einer Zugbrücke gesichert, doch sind von dem Gebäude nur die Fundamente erhalten. An der Nordostseite der Burg befand sich ein Rundturm, der heute ebenfalls zerstört ist. Gegen Ende des 15. Jahrhunderts, als die militärische Bedeutung der Burg nachgelassen hatte und sie auch nicht mehr als Residenz diente, wurden im Burghof zwei große Giebelhäuser errichtet, von denen noch die Giebelseiten erhalten sind. Für welche Zwecke sie genau dienten, ist unbekannt, vermutlich dienten sie als Stallungen, doch vielleicht diente das vor der Mauer des inneren Burghofs gelegene Gebäude auch als Gerichtshalle. Dazu entstanden kleinere, an die Ringmauer angelehnte Gebäude, darunter ein Backhaus im Norden der Anlage.

### Innerer Burghof
Inmitten des äußeren Burghofs befindet sich der quadratische innere Burghof. Der Burghof ist von einer Ringmauer mit vier runden Ecktürmen umgeben, die Ostseite des Hofs grenzt an die äußere Ringmauer der Burg. Der Zugang erfolgt durch zwei einfache, nur durch Gusslöcher gesicherte Tore in der Süd- und in der Nordmauer. Der innere Burghof wurde gegen Ende des 13. Jahrhunderts von den Chaworth-Brüdern begonnen, durch die vier Ecktürme und die die äußere Mauer überragende innere Ringmauer entstand eine konzentrische Festung mit zwei aufeinander folgenden Mauerringen. Durch die weitere Erhöhung und Verstärkung der äußeren Ringmauer zu Beginn des 14. Jahrhunderts ging dieser Effekt teilweise wieder verloren, da nun nur noch von den vier Ecktürmen aus Angreifer direkt bekämpft werden konnten. Die vier Ecktürme sind alle unterschiedlich ausgeführt, sie wurden zu Beginn des 14. Jahrhunderts um ein Geschoss erhöht, damit von ihnen weiterhin die äußere Ringmauer verteidigt werden konnte. Alle vier Türme besitzen Wendeltreppen, die in einem Türmchen auf den mit Zinnen versehenen Dachplattformen enden, die beiden nördlichen Türme besaßen Hurden. Der Südostturm war mit mehreren Kaminen und Latrinen am wohnlichsten ausgestattet und diente vermutlich als Wohnturm des Burgherrn, bevor der Palas errichtet wurde. Nach dem Bau der Halle dienten seine unteren beiden Geschosse als Wirtschaftsräume, die beiden Obergeschosse enthielten Gästezimmer. Der Südwestturm besitzt als einziger Turm steinerne Gewölbe, die heute noch erhalten sind. Im Erdgeschoss befand sich vermutlich ein Verlies, die drei oberen Geschosse dienten als Unterkünfte. Der Nordwestturm besitzt im inneren zwei spiralförmige Treppenhäuser und hat so einen nierenförmigen Grundriss. Auch in diesem Turm war das Erdgeschoss nur über das Obergeschoss erreichbar. Der Nordostturm enthielt im Erdgeschoss einen vom Hof zugänglichen Lagerraum und in den drei Obergeschossen weitere gehobene Wohnräume sowie eine Kapelle. Im ersten Obergeschoss besitzt er eine Tür zur dem Fluss zugewandten Außenseite, von hier führte vermutlich entlang der Außenmauer des Palas ein hölzerner Gang zur Burgkapelle und zum Südostturm.
An der Ostseite des inneren Burghofs befindet sich die stark zerstörte Ruine des Palas aus dem späten 13. Jahrhundert. Der zwischen den beiden östlichen Ecktürmen gelegene Bau enthielt über einem Kellergeschoss eine Wohnhalle sowie die Privaträume des Burgherrn. Ebenfalls aus dem späten 13. Jahrhundert stammt die gut erhaltene Ruine des Küchengebäudes in der südwestlichen Ecke des Burghofs. Vermutlich kurz nach dem Bau des Palas wurde an die Außenseite der Ostseite zwischen dem Südostturm und dem Palas ein Kapellenturm mit polygonalen Abschluss angebaut, der auf mächtigen Strebepfeilern gründet. Der Turm enthielt über zwei Wohnräumen im obersten Stockwerk die neue Burgkapelle, ein kleiner eckiger Anbau enthielt die Sakristei. Zum Schutz des Palas wurde der Ostseite zwischen dem Kapellenturm und dem Nordostturm eine weitere Außenmauer vorgesetzt, die heute jedoch weitgehend zerstört ist.

### Sonstiges
Vor dem südlichen Torhaus befindet sich ein moderner Gedenkstein, der an die 1136 getötete Gwenllian erinnert. Das Schlachtfeld außerhalb von Kidwelly wird heute noch Maes Gwenllian (dt.: Gwenllians Feld) genannt.
Im Monty-Python-Film Die Ritter der Kokosnuß dient die Burg zu Beginn des Films als Kulisse.